# Antonio Tovar y Marcoleta
Antonio Tovar y Marcoleta, né à Madrid le 13 décembre 1847 et mort dans la même ville le 22 juin 1925 est un militaire et homme politique espagnol de la Restauration, ministre de la Guerre et directeur général de la Garde civile au cours du règne d’Alphonse XIII.